# 武成 (前蜀)
武成（908年正月—910年）是前蜀高祖王建的第一個年号，共计3年。

## 改元
- 天復七年——九月二十五日，蜀王王建稱帝，建立前蜀。[2]
- 天復八年——正月十日，前蜀高祖王建改元武成元年。[3][4][2]
- 武成三年——十二月二十五日，明年改元為永平元年。[5][6][7]

## 紀年對照表
| 武成 | 元年  | 二年  | 三年  |
| ---- | ----- | ----- | ----- |
| 公元 | 908年 | 909年 | 910年 |
| 干支 | 戊辰  | 己巳  | 庚午  |

## 同期存在的其他政权年号
- 中國
  - 開平（907年－911年）：後梁—朱全忠之年號
  - 天祐（907年－923年）：晉—李克用、李存勗尊奉之年號
  - 天祐（907年－922年）：岐—李茂貞尊奉之年號
  - 天祐（907年－919年）：吳—楊渥、楊隆演尊奉之年號
  - 天寳（908年－912年）：吳越—錢鏐之年號
  - 安國（903年－909年）：大長和—鄭買嗣之年號
  - 始元（910年－914年）：大長和—鄭仁旻之年號
  - 天祐（907年－916年）：契丹—耶律阿保機尊奉之年號
- 朝鮮半島
  - 聖冊（905年－911年）：後高句麗—弓裔之年號
- 日本
  - 延喜（901年－923年）：醍醐天皇之年号

## 參看
- 中國年號索引
- 其他时期使用的武成年号

## 深入閱讀
- 李崇智. . 北京: 中華書局. 2004年12月. ISBN 7101025129.
- 鄧洪波. . 臺北: 國立臺灣大學東亞經典與文化研究計劃. 2005年3月  [2022-01-03]. ISBN 9789860005189. （原始内容 (pdf)存档于2007-08-25）.

| 前一年號： 天復 | 前蜀年號 908年－910年 | 下一年號： 永平 |